# Carphontes posticalis
Carphontes posticalis är en skalbaggsart som beskrevs av Bates 1881. Carphontes posticalis ingår i släktet Carphontes och familjen långhorningar.
Artens utbredningsområde är:
- Guatemala.
- Honduras.
- Panama.

Inga underarter finns listade.